# Urleb
Urleb je priimek več znanih Slovencev:
- Mehtilda Urleb (*1931), arheologinja
- Uroš Urleb (*1957), farmacevt, prof. FFA
- Franjo Urleb (1925 - 2011), gozdar